# Crown Point (Indiana)
Crown Point è una città degli Stati Uniti d'America, capoluogo della Contea di Lake, nello Stato dell'Indiana.
La popolazione era di 19.806 abitanti nel censimento del 2000.